# Canton de Gramat
Le canton de Gramat est une circonscription électorale française située dans le département du Lot et la région Occitanie.

## Géographie
Ce canton est organisé autour de Gramat dans les arrondissements de Figeac et de Gourdon. Son altitude varie de 110 m (Rocamadour) à 430 m (Miers et Albiac).

## Histoire
Un nouveau découpage territorial est défini par décret du 13 février 2014 pour le  département du Lot. Celui-ci entre en vigueur lors du premier renouvellement général des assemblées départementales suivant la publication du décret, soit en mars 2015. Les communes d'Albiac, Durbans, Flaujac-Gare,  Issendolus et Reilhac sont détachées des cantons de Lacapelle-Marival et de Livernon pour être rattachées à celui de Gramat.

## Représentation

### Conseillers d'arrondissement (de 1833 à 1940)
| Période                                  | Période | Identité                            | Étiquette | Qualité |
| ---------------------------------------- | ------- | ----------------------------------- | --------- | --- |
| 1833                                     | 1845    | Jean Pierre Lacassaigne (1767-1850) |           | Juge de paix, propriétaire à Gramat                                                                         |
| 1845                                     | 1848    | Jean Gabriel Mèjecazes              |           | Maire de Gramat (1837-1848)                                                                                 |
|                                          |         |                                     |           | |
| 1919                                     | 1931    | M. Mazet                            | Radical   | |
| 1931                                     | 1940    | Jean-Louis Mazet                    | Radical   | Négociant en vins, maire de Gramat                                                                          |
| 1940                                     |         |                                     |           | Les conseils d'arrondissement ont été suspendus par la loi du 12 octobre 1940 et n'ont jamais été réactivés |
| Les données manquantes sont à compléter. |         |                                     |           | |

### Conseillers généraux de 1833 à 2015
| Période | Période                               | Identité                      | Étiquette                            | Qualité                                                                           |
| ------- | ------------------------------------- | ----------------------------- | ------------------------------------ | --------------------------------------------------------------------------------- |
| 1833    | 1842                                  | Jean-Baptiste Giguet          |                                      | Propriétaire, ancien maire de Gramat                                              |
| 1842    | 1848                                  | Charles Bessières             | Majorité gouvernementale             | Chef de bataillon Major de recrutement à Versailles Député (1837-1842)            |
| 1848    | 1848 (démission par refus de serment) | Pierre Lafon                  | Républicain                          | Médecin, Commissaire du Gouvernement de la République                             |
| 1848    | 1854                                  | Charles Bessières             | Majorité gouvernementale             | Chef de bataillon Major de recrutement à Versailles Député (1837-1842)            |
| 1854    | 1871                                  | François Certain de Canrobert | Conservateur                         | Général de division Sénateur (1855-1870, 1879-1894) Président du Conseil général  |
| 1871    | 1880                                  | Emile Calmels d'Artinsac      | Droite                               | Maire de Gramat (1874-1878 et 1882-1888)                                          |
| 1880    | 1919                                  | Robert Calmon-Maison          | Conservateur puis Républicain modéré | Propriétaire au Sol-del-Pech (Carlucet)                                           |
| 1919    | 1940                                  | Paul Orliac                   | Rad.                                 | Pharmacien à Cahors                                                               |
|         |                                       |                               |                                      |                                                                                   |
| 1943    | 1945                                  | Jean Bergougnoux              | ?                                    | Maire de Thégra Nommé conseiller départemental en 1943                            |
|         |                                       |                               |                                      |                                                                                   |
| 1945    | 1949                                  | Jean-Louis Mazet              | Rad.                                 | Négociant en vins Maire de Gramat (1919-1952), ancien conseiller d'arrondissement |
| 1949    | 1955                                  | Fernand Castagné              | Rad.                                 | Négociant en gros Adjoint au maire de Gramat                                      |
| 1955    | 1973                                  | Paul Mazet                    | Rad. puis MRG                        | Négociant en vins - Maire de Gramat (1953-1974)                                   |
| 1973    | 2004                                  | Jean Dumas                    | UDR puis RPR                         | Chirurgien-dentiste - Maire de Gramat (1974-1995)                                 |
| 2004    | 2015                                  | Maxime Verdier                | PS                                   | Boucher Maire de Lavergne (2001-2014)                                             |

### Représentation à partir de 2015
| Période élective | Période élective | Mandat | Mandat   | Identité         | Nuance | Nuance | Qualité                                                                    |
| ---------------- | ---------------- | ------ | -------- | ---------------- | ------ | ------ | -------------------------------------------------------------------------- |
| 2015             | 2021             | 2015   | 2021     | Caroline Mey-Fau |        | PS     | Professeure d'histoire-géographie, maire de Miers                          |
| 2015             | 2021             | 2015   | 2021     | Maxime Verdier   |        | LREM   | Artisan retraité Maire de Lavergne (2001-2014)                             |
| 2021             | 2028             | 2021   | en cours | Caroline Mey-Fau |        | PS     | Professeure, maire de Miers, 7ème Vice-présidente du conseil départemental |
| 2021             | 2028             | 2021   | en cours | Alfred Terlizzi  |        | PS     | Retraité du centre d'études de Gramat, maire d'Alvignac                    |

### Résultats détaillés

#### Élections de mars 2015
À l'issue du 1er tour des élections départementales de 2015, trois binômes sont en ballottage : Caroline Mey-Fau et Maxime Verdier (PS, 43,88 %), Guy Castagnol et Catherine Mention (FN, 23,43 %) et Marie Berthoumieu et Luc Jubert (DVD, 22,97 %). Le taux de participation est de 60,04 % (4 040 votants sur 6 729 inscrits) contre 59,43 % au niveau départemental et 50,17 % au niveau national.
Au second tour, Caroline Mey-Fau et Maxime Verdier (PS) sont élus avec 52,06 % des suffrages exprimés et un taux de participation de 60,10 % (1 950 voix pour 4 040 votants sur 6 729 inscrits).

#### Élections de juin 2021
Le premier tour des élections départementales de 2021 est marqué par un très faible taux de participation (33,26 % au niveau national). Dans le canton de Gramat, ce taux de participation est de 48,02 % (3 233 votants sur 6 732 inscrits) contre 43,85 % au niveau départemental. À l'issue de ce premier tour, deux binômes sont en ballottage : Caroline Mey-Fau et Alfred Terlizzi (PS, 54,4 %) et Michel Sylvestre et Huguette Tiegna (Union au centre et à gauche, 25,85 %).
Le second tour des élections est marqué une nouvelle fois par une abstention massive équivalente au premier tour. Les taux de participation sont de 34,36 % au niveau national, 45,92 % dans le département et 50,15 % dans le canton de Gramat. Caroline Mey-Fau et Alfred Terlizzi (PS) sont élus avec 72,4 % des suffrages exprimés (2 227 voix pour 3 376 votants et 6 732 inscrits),,. 

## Composition

### Composition avant 2015
Le canton de Gramat regroupait 12 communes.
| Nom                | Code Insee | Codepostal | Superficie (km2) | Population (dernière pop. légale) | Densité (hab./km2) |
| ------------------ | ---------- | ---------- | ---------------- | --------------------------------- | ------------------ |
| Gramat (chef-lieu) | 46128      | 46500      | 57,07            | 3 576 (2012)                      | 63                 |
| Alvignac           | 46003      | 46500      | 13,05            | 727 (2012)                        | 56                 |
| Le Bastit          | 46018      | 46500      | 28,25            | 166 (2012)                        | 5,9                |
| Bio                | 46030      | 46500      | 10,79            | 332 (2012)                        | 31                 |
| Carlucet           | 46059      | 46500      | 33,70            | 227 (2012)                        | 6,7                |
| Couzou             | 46078      | 46500      | 21,72            | 108 (2012)                        | 5                  |
| Lavergne           | 46165      | 46500      | 8,82             | 435 (2012)                        | 49                 |
| Miers              | 46193      | 46500      | 25,28            | 437 (2012)                        | 17                 |
| Padirac            | 46213      | 46500      | 8,86             | 184 (2012)                        | 21                 |
| Rignac             | 46238      | 46500      | 9,64             | 267 (2012)                        | 28                 |
| Rocamadour         | 46240      | 46500      | 49,42            | 637 (2012)                        | 13                 |
| Thégra             | 46317      | 46500      | 12,82            | 507 (2012)                        | 40                 |

### Composition depuis 2015
Le canton de Gramat comprend dix-sept communes.
| Nom                            | Code Insee | Intercommunalité                    | Superficie (km2) | Population (dernière pop. légale) | Densité (hab./km2) | Modifier                                    |
| ------------------------------ | ---------- | ----------------------------------- | ---------------- | --------------------------------- | ------------------ | ------------------------------------------- |
| Gramat (bureau centralisateur) | 46128      | CC Causses et Vallée de la Dordogne | 57,07            | 3 496 (2022)                      | 61                 | modifier les données · modifier les données |
| Albiac                         | 46002      | CC Grand-Figeac                     | 3,83             | 88 (2022)                         | 23                 | modifier les données · modifier les données |
| Alvignac                       | 46003      | CC Causses et Vallée de la Dordogne | 13,05            | 694 (2022)                        | 53                 | modifier les données · modifier les données |
| Le Bastit                      | 46018      | CC Causses et Vallée de la Dordogne | 28,25            | 141 (2022)                        | 5,0                | modifier les données · modifier les données |
| Bio                            | 46030      | CC Causses et Vallée de la Dordogne | 10,79            | 343 (2022)                        | 32                 | modifier les données · modifier les données |
| Carlucet                       | 46059      | CC Causses et Vallée de la Dordogne | 33,70            | 224 (2022)                        | 6,6                | modifier les données · modifier les données |
| Couzou                         | 46078      | CC Causses et Vallée de la Dordogne | 21,72            | 96 (2022)                         | 4,4                | modifier les données · modifier les données |
| Durbans                        | 46090      | CC Grand-Figeac                     | 27,81            | 160 (2022)                        | 5,8                | modifier les données · modifier les données |
| Flaujac-Gare                   | 46104      | CC Grand-Figeac                     | 8,09             | 86 (2022)                         | 11                 | modifier les données · modifier les données |
| Issendolus                     | 46132      | CC Grand-Figeac                     | 18,91            | 523 (2022)                        | 28                 | modifier les données · modifier les données |
| Lavergne                       | 46165      | CC Causses et Vallée de la Dordogne | 8,82             | 485 (2022)                        | 55                 | modifier les données · modifier les données |
| Miers                          | 46193      | CC Causses et Vallée de la Dordogne | 25,28            | 448 (2022)                        | 18                 | modifier les données · modifier les données |
| Padirac                        | 46213      | CC Causses et Vallée de la Dordogne | 8,86             | 183 (2022)                        | 21                 | modifier les données · modifier les données |
| Reilhac                        | 46235      | CC Grand-Figeac                     | 12,98            | 173 (2022)                        | 13                 | modifier les données · modifier les données |
| Rignac                         | 46238      | CC Causses et Vallée de la Dordogne | 9,64             | 292 (2022)                        | 30                 | modifier les données · modifier les données |
| Rocamadour                     | 46240      | CC Causses et Vallée de la Dordogne | 49,42            | 604 (2022)                        | 12                 | modifier les données · modifier les données |
| Thégra                         | 46317      | CC Causses et Vallée de la Dordogne | 12,82            | 488 (2022)                        | 38                 | modifier les données · modifier les données |
| Canton de Gramat               | 4610       |                                     | 351,04           | 8 524 (2022)                      | 24                 | modifier les données                        |

## Démographie

### Démographie avant 2015
| 1962  | 1968  | 1975  | 1982  | 1990  | 1999  | 2006  | 2011  | 2012  |
| ----- | ----- | ----- | ----- | ----- | ----- | ----- | ----- | ----- |
| 6 507 | 6 440 | 6 391 | 6 818 | 6 740 | 7 022 | 7 329 | 7 604 | 7 603 |

### Démographie depuis 2015
En 2022, le canton comptait 8 524 habitants, en évolution de −0,41 % par rapport à 2016 (Lot : +1,31 %, France hors Mayotte : +2,11 %).
| 2013  | 2018  | 2022  |
| ----- | ----- | ----- |
| 8 639 | 8 400 | 8 524 |